# Skimmer (piscines)

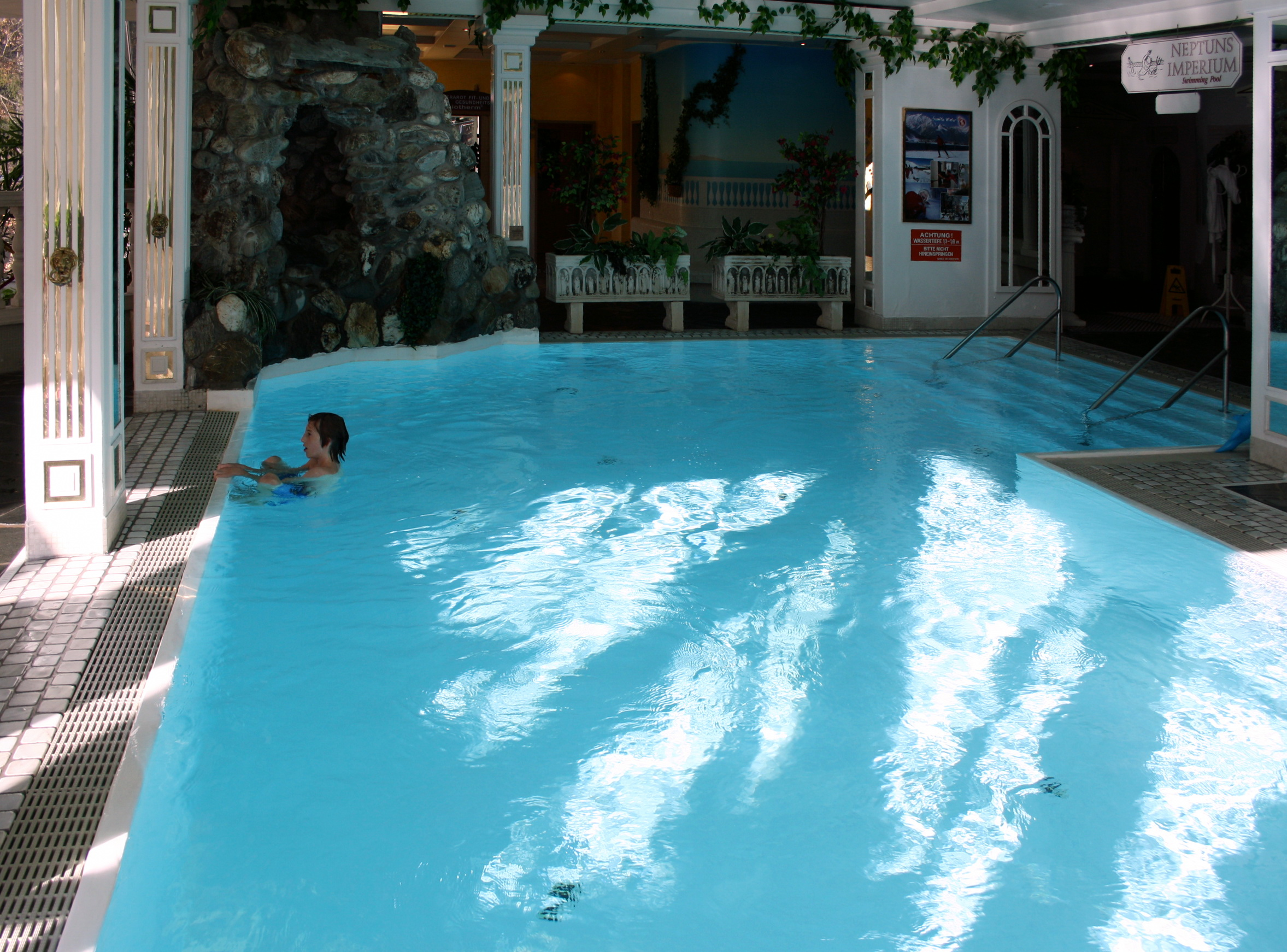
Piscina amb skimmer lateral

Un skimmer o separador superficial (separa una substància de la superfície d'un líquid) és un accessori imprescindible per al manteniment i la neteja de l'aigua d'una piscina. Permet eliminar tota la brutícia superficial que quedi suspesa a l'aigua, com ara fulles, oli de bronzejadors i secrecions humanes. Aquestes impureses queden suspeses a la superfície, afecten l'aparença de l'aigua i no sempre s'eliminen amb el procés d'aspiració convencional. L'skimmer s'instal·la directament al sistema de succió d'aigua superficial i també té la funció de controlar el nivell de l'aigua per evitar desbordaments accidentals. Als Estats Units i Portugal, l'ús de skimmers en la construcció de piscines és obligatori, regulat i estandarditzat per organismes competents.

## Tipus
Hi ha diferents tipus de skimmers que es poden utilitzar per a diferents finalitats. Entre els tipus més comuns de skimmers hi ha: 
- Skimmers manuals: són skimmers bàsics que consisteixen en una xarxa resistent enfilada a l'extrem d'un pal llarg. S'utilitzen per eliminar residus i contaminants de la superfície de l'aigua.
- Skimmers automàtics: són la varietat més comuna de skimmers i el que probablement veuràs corrent a qualsevol piscina determinada. S'instal·len a nivell de la superfície i estan dissenyats per eliminar els residus i els contaminants de la superfície de l'aigua.
- Skimmers autònoms: aquests skimmers estan dissenyats per ser utilitzats juntament amb un sistema de bomba i filtre. S'instal·len a nivell de la superfície i estan dissenyats per eliminar els residus i els contaminants de la superfície de l'aigua

## Obertura de drenatge

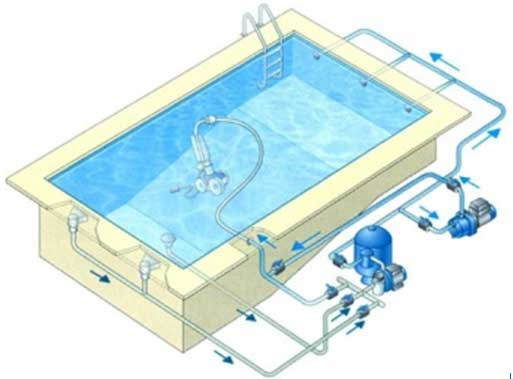
Distribució dels skimmers

Normalment, un skimmer extreu aigua de la piscina mitjançant una obertura rectangular a la paret, a la part superior de la piscina, connectada a través d'un dispositiu instal·lat en una (o més) parets de la piscina. S'accedeix a les parts internes del skimmer des de la coberta de la piscina mitjançant una tapa circular o rectangular, d'aproximadament un peu de diàmetre. Si la bomba daigua de la piscina està operativa, l'aigua sextreu de la piscina a través dun sobreexidor flotant amb frontisses (que opera des duna posició vertical a un angle de 90 graus respecte la superfície de la piscina, per evitar que les fulles i les deixalles tornin cap enrere a la piscina per acció de les onades), i cap avall en una "cistella de skimmer" removible, el propòsit de la qual és atrapar fulles, insectes morts i altres deixalles flotants.
L'obertura visible des del costat de la piscina sol ser de 1'0" (300 mm) d'amplada per 6" (150 mm) d'alçada, amb l'aigua que la talla a la meitat del centre de l'obertura. Els skimmers amb obertures més amples s'anomenen skimmers "d'angle ample" i poden tenir fins a 2'0" d'amplada (600 mm). Els skimmers flotants tenen l'avantatge de no veure's afectats pel nivell de l'aigua, ja que s'ajusten per funcionar amb la taxa de succió de la bomba i mantindran un desgreixat òptim independentment del nivell de l'aigua, fet que contribueix a tenir una quantitat notablement reduïda de biomaterial a la superfície de l'aigua. Els skimmers sempre han de tenir una cistella de fulles o un filtre entre aquest i la bomba per evitar obstruccions a les canonades que van primer al filtre.i després a la bomba.

## Filtres seqüencials
Se sol disposar un sistema de dilució seqüencial per tal de retirar els residus orgànics per etapes després del pas a través del skimmer. Els residus orgànics queden atrapats dins d'un o més tamisos de les cistelles dels skimmers seqüencials, cadascun amb una malla més fina per diluir encara més la mida del contaminant. La dilució aquí es defineix com l'acció de fer alguna cosa més fina en contingut o valor.
La primera cistella es col·loca molt a prop de la boca del skimmer. La segona cistellaestà connecta a la bomba de circulació. Aquí el de l'aigua extreta del tub d'aspiració al fons de la piscina (25% del total) s'uneix amb l'aigua extreta dels skimmers de la superfície (el 75% del total). La cistella del tamís de la bomba de circulació és de fàcil accés per al manteniment i s'ha de buidar diàriament. El tercer tamís és la unitat de sorra. Aquí els residus orgànics més petits que han arribat a passar pels tamisos anteriors queden atrapats per la sorra.
Si no s'eliminen amb regularitat, les deixalles orgàniques continuaran descomponent-se i afectant la qualitat de l'aigua. El procés de dilució permet eliminar fàcilment els residus orgànics. En última instància, el tamís de sorra es pot rentar a contracorrent per eliminar les deixalles orgàniques atrapades més petites que, altrament, filtren amoníac i altres compostos a l'aigua recirculada. Aquests soluts addicionals finalment condueixen a la formació de subproductes de desinfecció (DBP). Les cistelles de tamís es treuen fàcilment cada dia per netejar-lo, igual que la unitat de sorra, que s'ha de rentar a contracorrent almenys una vegada a la setmana. Un sistema de dilució consecutiva perfectament mantingut redueix dràsticament l'acumulació de cloramines i d'altres DBP. L'aigua tornada a la piscina ha d'haver estat netejada de totes les deixalles orgàniques d'una mida de més de 10 micres.

## Boques de recirculació
L'aigua que retorna del sistema de dilució consecutiva passa a través d'uns jets de tornada sota la superfície. Aquests estan dissenyats per impactar un flux turbulent a mesura que l'aigua entra a la piscina. Aquest flux com a força és molt menor que la massa d'aigua a la piscina i pren la ruta de menor pressió cap amunt on eventualment la tensió superficial el converteix en un flux laminar a la superfície.
A mesura que l'aigua tornada pertorba la superfície, crea una ona capil·lar. Si els jets de tornada estan posicionats correctament, aquesta ona crea un moviment circular dins de la tensió superficial de l'aigua, permetent que a la superfície circuli lentament al voltant de les parets de la piscina. Les deixalles orgàniques que suren a la superfície a través d'aquesta circulació de l'ona capil·lar passen lentament per la boca del skimmer, on són atrets a causa del flux laminar i la tensió superficial sobre l'abocador del skimmer. En una piscina ben dissenyada, la circulació provocada per l'aigua de tornada pertorbada ajuda a eliminar les deixalles orgàniques de la superfície de la piscina i les dirigeix perquè quedin atrapades dins del sistema de dilució consecutiva per a la seva fàcil eliminació.
Alguns raigs de tornada estan equipats amb un filtre giratori. Usat correctament, indueix una circulació més profunda, netejant encara més laigua. Girar els filtres de raig en angle imparteix rotació dins de tota la profunditat de l'aigua de la piscina. L'orientació cap a l'esquerra o cap a la dreta generaria una rotació en el sentit de les agulles del rellotge o en sentit contrari a les agulles del rellotge, respectivament. Això té l'avantatge de netejar el fons de la piscina i moure lentament les deixalles inorgàniques enfonsades cap al desguàs principal, on són eliminats pel tamís de la cistella de la bomba de circulació.
En una piscina correctament construïda, la rotació de l'aigua causada per la manera com torna del sistema de dilució consecutiva reduirà o fins i tot eliminarà la necessitat d'aspirar el fons. Per obtenir la màxima força de rotació al cos principal d'aigua, el sistema de dilució consecutiu ha d'estar el més net i desbloquejat possible per permetre la màxima pressió de flux de la bomba. A mesura que l'aigua gira, també pertorba les deixalles orgàniques a les capes inferiors de l'aigua, i les obliga a pujar. La força de rotació que creen els raigs de tornada de la piscina és la part més important per netejar l'aigua de la piscina i empènyer les deixalles orgàniques a través de la boca de l'skimmer.
Si la piscina està dissenyada i operada correctament, aquesta circulació és visible i, després d'un període, arriba fins i tot a l'extrem més profund, induint un vòrtex de baixa velocitat sobre el desguàs principal degut a la succió. L'ús correcte dels raigs de retorn és la forma més efectiva d'eliminar els subproductes de la desinfecció causats per deixalles orgàniques en descomposició més profunda i portar-los al sistema de dilució consecutiva per eliminar-los immediatament.

## Mètodes de sanejament addicionals
Les unitats de cloració salina, els sistemes electrònics d'oxidació, els sistemes d'ionització, els sistemes de desinfecció microbiana amb làmpada ultraviolada i els Tri-Clor Feeders són altres sistemes independents o auxiliars dels skimmers per al sanejament de piscines. Apart d'això, la temperatura de l'aigua és molt important, ja que si es mantén alta, afavoreix la proliferació d'algues.

### Desinfectants minerals
Els desinfectants minerals per a piscines i spas utilitzen minerals, metalls o elements derivats de l'entorn natural per produir beneficis en la qualitat de l'aigua que, altrament, es produirien amb productes químics agressius o sintètics.
Les empreses no poden vendre un desinfectant mineral als Estats Units tret que s'hagi registrat a l'Agència de Protecció Ambiental dels Estats Units (EPA). Actualment dos desinfectants minerals estan registrats a l'EPA: un és una sal de plata amb un mecanisme d'alliberament controlat que s'aplica als grànuls de carbonat de calci que ajuden a neutralitzar el pH; l'altre utilitza una forma col·loïdal de plata alliberada a l'aigua a partir de comptes de ceràmica.
La tecnologia mineral aprofita les qualitats de neteja i filtració de substàncies comunes. La plata i el coure són substàncies oligodinàmiques ben conegudes que són eficaces per destruir patògens. S'ha demostrat que la plata és eficaç contra bacteris, virus, protozous i fongs nocius. El coure és àmpliament utilitzat com a algicida. L'alúmina derivada dels aluminats filtra materials perjudicials a nivell molecular i es pot utilitzar per controlar la taxa de lliurament de metalls desitjables com el coure. Treballant a través del sistema de filtració de la piscina o spa, els minerals desinfectants usen combinacions d'aquests minerals per inhibir el creixement d'algues i eliminar contaminants.
A diferència del clor o el brom, els metalls i minerals no s'evaporen i no es degraden. Els minerals poden fer que l'aigua sigui notablement més tova i, en reemplaçar els productes químics agressius a l'aigua, redueixen la possibilitat d'ulls vermells, pell seca i males olors.

## Oli i greixos a la superfície
La densitat de l'aigua dolça és de 1.000 quilograms per metre cúbic, mentre que la densitat de l'aigua de mar varia entre 1.020 i 1.030 quilograms per metre cúbic. L'oli és menys dens que l'aigua dolça i que l'aigua de mar, de manera que sura en tots dos tipus d'aigua, però degut a la diferència de densitat les partícules d'oli i greixos, en dispersió dins l'aigua arribaran més ràpidament a la superfície en una piscina d'aigua salada o de mar,essent en ambdós casos, "l'únic mitjà possible" per eliminar-les, fer recircular l'aigua superficial mitjançant els skimmers.